# (884) Priamus
Priamus és un asteroide troià del planeta Júpiter que orbita al punt de Lagrange L  5 , 60 º per darrere de Júpiter, estant per tant en l'anomenat camp troià. El seu nom fa referència a Príam, rei de Troia durant la Guerra de Troia. Fou descobert per l'astrònom Max Wolf des de l'observatori de Heidelberg-Königstuhl, el 22 de setembre del 1917.